# Flos ambigua
Flos ambigua är en fjärilsart som beskrevs av Lambertus Johannes Toxopeus 1929. Flos ambigua ingår i släktet Flos och familjen juvelvingar. Inga underarter finns listade i Catalogue of Life.